# 聖彼得斯鎮區 (密蘇里州聖查爾斯縣)
聖彼得斯鎮區（英語：St. Peters Township）是位於美國密蘇里州聖查爾斯縣的一個行政鎮區。

## 地方資料
聖彼得斯鎮區的面積為11.23平方千米，皆為陸地。根據2020年美國人口普查的數據，當地共有人口18955人，而人口密度為每平方千米1,687.89人。